# A Liverpool FC 1893–1894-es szezonja
A Liverpool FC 1893-ban felvételt nyert a Futball Ligába, így szeptember 2-án megkezdhette a másodosztályban a bajnoki szereplését. Végül veretlenül nyerte a bajnokságot és mivel a Newton Heath-t is megverte az osztályozón, feljutott az élvonalba. Az FA Kupát az első fordulóban kezdte a kék-fehér mezt viselő gárda, végül a harmadik körig jutottak. Ebben a sorozatban született a legmagasabb nézőszám az Anfielden, 18 ezren tekintették meg a Preston North End FC elleni mérkőzést. A legnagyobb arányú győzelem a Middlesbrough Ironopolis elleni hazai 6-0 volt, a legsúlyosabb vereség pedig a Bolton Wanderers FC elleni, idegenbeli 3-0 az FA Kupában. A csapat házi gólkirálya a frissen igazolt James Stott lett, 14 találattal.

## Igazolások
Érkezők:
| Dátum                | Név             | nemzetiség | Honnan                   | Ár         |
| -------------------- | --------------- | ---------- | ------------------------ | ---------- |
| 1893                 | Patrick Gordon  | skót       | Everton FC               | ismeretlen |
| 1893                 | Douglas Dick    | skót       | Glasgow Rangers FC       | ismeretlen |
| 1893                 | John Givens     | skót       | Dalry FC                 | ismeretlen |
| 1893. augusztus      | James Stott     | angol      | Middlesbrough Ironopolis | ismeretlen |
| 1893. augusztus 22.  | James Henderson | skót       | Annbank                  | ismeretlen |
| 1893. szeptember 15. | David Henderson | skót       | King's Park              | ismeretlen |
| 1893. szeptember 16. | William Hughes  | angol      | Bootle                   | ingyen     |
| 1893. október        | Thomas Bradshaw | angol      | Northwich Victoria       | ismeretlen |
| 1894. március 29.    | John Whitehead  | angol      | Everton FC               | ismeretlen |

Távozók:
| Dátum | Név             | nemzetiség | Hova              | Ár         |
| ----- | --------------- | ---------- | ----------------- | ---------- |
| 1893  | Tom Wyllie      | skót       | Bury FC           | ismeretlen |
| 1893  | John Miller     | skót       | The Wednesday     | ismeretlen |
| 1894  | James Henderson | skót       | Broxburn Athletic | ismeretlen |

## Division 2

### Mérkőzések
| 1893. szeptember 2. |

| Middlesbrough Ironopolis | 0-2 | Liverpool FC             |
| ------------------------ | --- | ------------------------ |
|                          |     | Joe McQue Malcolm McVean |

| Paradise Field, Middlesbrough (Anglia) Nézőszám: 2000 |

Felállás: 1  	 Billy McOwen
2 	 Andrew Hannah
3 	 Duncan McLean
4 	 James Henderson
5 	 Joe McQue
6 	 James McBride
7 	 Patrick Gordon
8 	 Malcolm McVean
9 	 Matt McQueen
10 	 James Stott
11 	 Hugh McQueen
| 1893. szeptember 9. |

| Liverpool FC                                        | 4-0 | Lincoln City FC |
| --------------------------------------------------- | --- | --------------- |
| James McBride 16' 18' Patrick Gordon Malcolm McVean |     |                 |

| Anfield Stadion, Liverpool (Anglia) Nézőszám: 5000 |

Felállás: 1  	 Billy McOwen
2 	 Andrew Hannah
3 	 Duncan McLean
4 	 John McCartney
5 	 Joe McQue
6 	 James McBride
7 	 Patrick Gordon
8 	 Malcolm McVean
9 	 Matt McQueen
10 	 James Stott
11 	 Hugh McQueen
| 1893. szeptember 16. |

| Ardwick FC | 0-1 | Liverpool FC    |
| ---------- | --- | --------------- |
|            |     | 80' James Stott |

| Hyde Road, Manchester (Anglia) Nézőszám: 6000 |

Felállás: 1  	 Billy McOwen
2 	 Andrew Hannah
3 	 Duncan McLean
4 	 John McCartney
5 	 Joe McQue
6 	 James McBride
7 	 Patrick Gordon
8 	 Malcolm McVean
9 	 Matt McQueen
10 	 James Stott
11 	 Hugh McQueen
| 1893. szeptember 23. |

| Liverpool FC                    | 3-1 | Small Heath |
| ------------------------------- | --- | ----------- |
| James Stott David Henderson 41' |     | ?           |

| Anfield Stadion, Liverpool (Anglia) Nézőszám: 8000 |

Felállás: 1  	 Billy McOwen
2 	 Andrew Hannah
3 	 Duncan McLean
4 	 David Henderson
5 	 Joe McQue
6 	 James McBride
7 	 Patrick Gordon
8 	 Malcolm McVean
9 	 Matt McQueen
10 	 James Stott
11 	 Hugh McQueen
| 1893. szeptember 30. |

| Notts County FC | 1-1 | Liverpool FC     |
| --------------- | --- | ---------------- |
| ?               |     | 70' Hugh McQueen |

| Trent Bridge, Nottingham (Anglia) Nézőszám: 6000 |

Felállás: 1  	 Billy McOwen
2 	 Andrew Hannah
3 	 Duncan McLean
4 	 David Henderson
5 	 Joe McQue
6 	 James McBride
7 	 Patrick Gordon
8 	 Malcolm McVean
9 	 Matt McQueen
10 	 James Stott
11 	 Hugh McQueen
| 1893. október 7. |

| Liverpool FC                                              | 6-0 | Middlesbrough Ironopolis |
| --------------------------------------------------------- | --- | ------------------------ |
| Duncan McLean 5' Hugh McQueen James Stott David Henderson |     |                          |

| Anfield Stadion, Liverpool (Anglia) Nézőszám: 6000 |

Felállás: 1  	 Billy McOwen
2 	 Andrew Hannah
3 	 Duncan McLean
4 	 David Henderson
5 	 Joe McQue
6 	 James McBride
7 	 Patrick Gordon
8 	 Malcolm McVean
9 	 Matt McQueen
10 	 James Stott
11 	 Hugh McQueen
| 1893. október 14. |

| Small Heath | 3-4 | Liverpool FC                                            |
| ----------- | --- | ------------------------------------------------------- |
| ?           |     | Patrick Gordon David Henderson Hugh McQueen James Stott |

| Muntz Street, Birmingham (Anglia) Nézőszám: 8000 |

Felállás: 1  	 Billy McOwen
2 	 Andrew Hannah
3 	 Duncan McLean
4 	 David Henderson
5 	 Joe McQue
6 	 James McBride
7 	 Patrick Gordon
8 	 Malcolm McVean
9 	 Matt McQueen
10 	 James Stott
11 	 Hugh McQueen
| 1893. október 21. |

| Burton Swifts | 1-1 | Liverpool FC       |
| ------------- | --- | ------------------ |
| ?             |     | 44' Malcolm McVean |

| Peel Croft, Burton (Anglia) Nézőszám: 3000 |

Felállás: 1  	 Billy McOwen
2 	 Andrew Hannah
3 	 Duncan McLean
4 	 David Henderson
5 	 Joe McQue
6 	 James McBride
7 	 Patrick Gordon
8 	 Malcolm McVean
9 	 Matt McQueen
10 	 James Stott
11 	 Hugh McQueen
| 1893. október 28. |

| Woolwich Arsenal | 0-5 | Liverpool FC                                                          |
| ---------------- | --- | --------------------------------------------------------------------- |
|                  |     | Thomas Bradshaw John McCartney Duncan McLean Matt McQueen James Stott |

| Manor Ground, London (Anglia) Nézőszám: 7000 |

Felállás: 1  	 Billy McOwen
2 	 Andrew Hannah
3 	 Duncan McLean
4 	 John McCartney
5 	 Douglas Dick
6 	 James McBride
7 	 Matt McQueen
8 	 Malcolm McVean
9 	 Thomas Bradshaw
10 	 James Stott
11 	 Hugh McQueen
| 1893. november 4. |

| Liverpool FC                                               | 5-1 | Newcastle United FC |
| ---------------------------------------------------------- | --- | ------------------- |
| James Stott 9' Thomas Bradshaw Douglas Dick Patrick Gordon |     | ?                   |

| Anfield Stadion, Liverpool (Anglia) Nézőszám: 8000 |

Felállás: 1  	 Billy McOwen
2 	 Andrew Hannah
3 	 Duncan McLean
4 	 John McCartney
5 	 Douglas Dick
6 	 James McBride
7 	 Patrick Gordon
8 	 Matt McQueen
9 	 Thomas Bradshaw
10 	 James Stott
11 	 Hugh McQueen
| 1893. november 11. |

| Walsall Town Swifts | 1-1 | Liverpool FC        |
| ------------------- | --- | ------------------- |
| ?                   |     | 30' Thomas Bradshaw |

| West Bromwich Road, Walsall (Anglia) Nézőszám: 5000 |

Felállás: 1  	 Billy McOwen
2 	 Andrew Hannah
3 	 Duncan McLean
4 	 John McCartney
5 	 Joe McQue
6 	 James McBride
7 	 Patrick Gordon
8 	 Malcolm McVean
9 	 Thomas Bradshaw
10 	 Douglas Dick
11 	 Hugh McQueen
| 1893. november 18. |

| Liverpool FC                      | 2-1 | Notts County FC |
| --------------------------------- | --- | --------------- |
| Patrick Gordon 3' David Henderson |     | ?               |

| Anfield Stadion, Liverpool (Anglia) Nézőszám: 8000 |

Felállás: 1  	 Billy McOwen
2 	 Andrew Hannah
3 	 Duncan McLean
4 	 Douglas Dick
5 	 Joe McQue
6 	 James McBride
7 	 Patrick Gordon
8 	 Matt McQueen
9 	 David Henderson
10 	 James Stott
11 	 Hugh McQueen
| 1893. november 25. |

| Newcastle United FC | 0-0   | Liverpool FC |
| ------------------- | ----- | ------------ |
|                     | (0-0) |              |

| St James’ Park, Newcastle (Anglia) Nézőszám: 2000 |

Felállás: 1  	 Matt McQueen
2 	 Andrew Hannah
3 	 Duncan McLean
4 	 John McCartney
5 	 Joe McQue
6 	 James McBride
7 	 Patrick Gordon
8 	 Douglas Dick
9 	 Thomas Bradshaw
10 	 David Henderson
11 	 Hugh McQueen
| 1893. december 2. |

| Liverpool FC                                 | 3-0 | Ardwick FC |
| -------------------------------------------- | --- | ---------- |
| James Stott 35' Hugh McQueen David Henderson |     |            |

| Anfield Stadion, Liverpool (Anglia) Nézőszám: 4000 |

Felállás: 1  	 Matt McQueen
2 	 Andrew Hannah
3 	 Duncan McLean
4 	 John McCartney
5 	 Joe McQue
6 	 James McBride
7 	 Patrick Gordon
8 	 Douglas Dick
9 	 David Henderson
10 	 James Stott
11 	 Hugh McQueen
| 1893. december 9. |

| Liverpool FC   | 3-0 | Walsall Town Swifts |
| -------------- | --- | ------------------- |
| Malcolm McVean |     |                     |

| Anfield Stadion, Liverpool (Anglia) Nézőszám: 5000 |

Felállás: 1  	 Billy McOwen
2 	 Andrew Hannah
3 	 Duncan McLean
4 	 Douglas Dick
5 	 Joe McQue
6 	 James McBride
7 	 Patrick Gordon
8 	 Malcolm McVean
9 	 Matt McQueen
10 	 Thomas Bradshaw
11 	 Hugh McQueen
| 1893. december 28. |

| Crewe Alexandra FC | 0-5 | Liverpool FC                                                               |
| ------------------ | --- | -------------------------------------------------------------------------- |
|                    |     | Thomas Bradshaw Patrick Gordon David Henderson Hugh McQueen Malcolm McVean |

| Nantwich Road, Crewe (Anglia) Nézőszám: 4000 |

Felállás: 1  	 Billy McOwen
2 	 Andrew Hannah
3 	 Duncan McLean
4 	 David Henderson
5 	 Joe McQue
6 	 James McBride
7 	 Patrick Gordon
8 	 Malcolm McVean
9 	 Matt McQueen
10 	 Thomas Bradshaw
11 	 Hugh McQueen
| 1893. december 30. |

| Liverpool FC                           | 2-0   | Grimsby Town |
| -------------------------------------- | ----- | ------------ |
| Thomas Bradshaw 5' David Henderson 10' | (2-0) |              |

| Anfield Stadion, Liverpool (Anglia) Nézőszám: 3000 |

Felállás: 1  	 Billy McOwen
2 	 Andrew Hannah
3 	 John McCartney
4 	 David Henderson
5 	 Joe McQue
6 	 James McBride
7 	 Patrick Gordon
8 	 Malcolm McVean
9 	 Thomas Bradshaw
10 	 Matt McQueen
11 	 Hugh McQueen
| 1894. január 1. |

| Liverpool FC                 | 2-0 | Woolwich Arsenal |
| ---------------------------- | --- | ---------------- |
| James McBride Malcolm McVean |     |                  |

| Anfield Stadion, Liverpool (Anglia) Nézőszám: 5000 |

Felállás: 1  	 Billy McOwen
2 	 Andrew Hannah
3 	 Duncan McLean
4 	 David Henderson
5 	 Joe McQue
6 	 James McBride
7 	 Patrick Gordon
8 	 Malcolm McVean
9 	 Matt McQueen
10 	 James Stott
11 	 Hugh McQueen
| 1894. január 6. |

| Rotherham Town | 1-4 | Liverpool FC                             |
| -------------- | --- | ---------------------------------------- |
| ?              |     | David Henderson Hugh McQueen James Stott |

| Clifton Lane, Rotherham (Anglia) Nézőszám: 500 |

Felállás: 1  	 Billy McOwen
2 	 James McBride
3 	 Duncan McLean
4 	 John McCartney
5 	 Joe McQue
6 	 David Henderson
7 	 Patrick Gordon
8 	 Malcolm McVean
9 	 Matt McQueen
10 	 James Stott
11 	 Hugh McQueen
| 1894. január 13. |

| Liverpool FC                                 | 5-1 | Rotherham Town |
| -------------------------------------------- | --- | -------------- |
| Thomas Bradshaw David Henderson Hugh McQueen |     | ?              |

| Anfield Stadion, Liverpool (Anglia) Nézőszám: 4000 |

Felállás: 1  	 Billy McOwen
2 	 John McCartney
3 	 Duncan McLean
4 	 David Henderson
5 	 Joe McQue
6 	 James McBride
7 	 Patrick Gordon
8 	 Douglas Dick
9 	 Matt McQueen
10 	 Thomas Bradshaw
11 	 Hugh McQueen
| 1894. február 4. |

| Liverpool FC                                        | 4-0 | Northwich Victoria |
| --------------------------------------------------- | --- | ------------------ |
| Thomas Bradshaw Duncan McLean ' (11-es) James Stott |     |                    |

| Anfield Stadion, Liverpool (Anglia) Nézőszám: 3000 |

Felállás: 1  	 Billy McOwen
2 	 William Hughes
3 	 Duncan McLean
4 	 John McCartney
5 	 Joe McQue
6 	 David Henderson
7 	 Douglas Dick
8 	 Malcolm McVean
9 	 Matt McQueen
10 	 James Stott
11 	 Thomas Bradshaw
| 1894. március 3. |

| Liverpool FC                            | 3-1 | Burton Swifts |
| --------------------------------------- | --- | ------------- |
| Arthur Worgan Duncan McLean 50' (11-es) |     | ?             |

| Anfield Stadion, Liverpool (Anglia) Nézőszám: 8000 |

Felállás: 1  	 Billy McOwen
2 	 Andrew Hannah
3 	 Duncan McLean
4 	 John McCartney
5 	 Joe McQue
6 	 David Henderson
7 	 Douglas Dick
8 	 Arthur Worgan
9 	 Matt McQueen
10 	 Thomas Bradshaw
11 	 Hugh McQueen
| 1894. március 17. |

| Lincoln City | 1-1 | Liverpool FC    |
| ------------ | --- | --------------- |
| ?            |     | 70' John Givens |

| John o' Gaunts, Lincoln (Anglia) Nézőszám: 4000 |

Felállás: 1  	 Billy McOwen
2 	 Andrew Hannah
3 	 Duncan McLean
4 	 David Henderson
5 	 Joe McQue
6 	 James McBride
7 	 Patrick Gordon
8 	 Malcolm McVean
9 	 Matt McQueen
10 	 John Givens
11 	 Hugh McQueen
| 1894. március 24. |

| Liverpool FC              | 2-0 | Crewe Alexandra FC |
| ------------------------- | --- | ------------------ |
| Douglas Dick Hugh McQueen |     |                    |

| Anfield Stadion, Liverpool (Anglia) Nézőszám: 3000 |

Felállás: 1  	 Matt McQueen
2 	 Andrew Hannah
3 	 Duncan McLean
4 	 John McCartney
5 	 Joe McQue
6 	 James McBride
7 	 Douglas Dick
8 	 Malcolm McVean
9 	 Gerald Dewhurst
10 	 John Givens
11 	 Hugh McQueen
| 1894. március 28. |

| Northwich Victoria | 2-3 | Liverpool FC                               |
| ------------------ | --- | ------------------------------------------ |
| ?                  |     | John Givens Hugh McQueen 70' Duncan McLean |

| The Drill Field, Northwich (Anglia) Nézőszám: 3000 |

Felállás: 1  	 Matt McQueen
2 	 Andrew Hannah
3 	 Duncan McLean
4 	 John McCartney
5 	 Joe McQue
6 	 James McBride
7 	 David Henderson
8 	 Malcolm McVean
9 	 Thomas Bradshaw
10 	 John Givens
11 	 Hugh McQueen
| 1894. március 31. |

| Grimsby Town | 0-1   | Liverpool FC    |
| ------------ | ----- | --------------- |
|              | (0-0) | John Givens 85' |

| Abbey Park, Grimsby (Anglia) Nézőszám: 4000 |

Felállás: 1  	 Matt McQueen
2 	 Andrew Hannah
3 	 Duncan McLean
4 	 John McCartney
5 	 Joe McQue
6 	 James McBride
7 	 David Henderson
8 	 Malcolm McVean
9 	 Thomas Bradshaw
10 	 John Givens
11 	 Hugh McQueen
| 1894. április 7. |

| Burslem Port Vale | 2-2 | Liverpool FC                        |
| ----------------- | --- | ----------------------------------- |
| ?                 |     | 75' Malcolm McVean 88' Matt McQueen |

| Cobridge Athletic Ground, Burslem (Anglia) Nézőszám: 5000 |

Felállás: 1  	 Billy McOwen
2 	 Matt McQueen
3 	 Duncan McLean
4 	 John McCartney
5 	 Joe McQue
6 	 James McBride
7 	 David Henderson
8 	 Malcolm McVean
9 	 Thomas Bradshaw
10 	 John Givens
11 	 Hugh McQueen
| 1894. április 14. |

| Liverpool FC                    | 2-1 | Burslem Port Vale |
| ------------------------------- | --- | ----------------- |
| Andrew Hannah 82' Joe McQue 89' |     | ?                 |

| Anfield Stadion, Liverpool (Anglia) Nézőszám: 5000 |

Felállás: 1  	 Billy McOwen
2 	 Andrew Hannah
3 	 Duncan McLean
4 	 John McCartney
5 	 Joe McQue
6 	 David Henderson
7 	 Patrick Gordon
8 	 Malcolm McVean
9 	 Thomas Bradshaw
10 	 Matt McQueen
11 	 Hugh McQueen

#### Rájátszás
| 1894. április 28. |

| Liverpool FC                       | 2-0 | Newton Heath |
| ---------------------------------- | --- | ------------ |
| Patrick Gordon 20' Thomas Bradshaw |     |              |

| Anfield Stadion, Liverpool (Anglia) Nézőszám: 5000 |

Felállás: 1  	 Matt McQueen
2 	 Andrew Hannah
3 	 Duncan McLean
4 	 John McCartney
5 	 Joe McQue
6 	 James McBride
7 	 Patrick Gordon
8 	 Malcolm McVean
9 	 Thomas Bradshaw
10 	 David Henderson
11 	 Hugh McQueen

## FA Kupa
Első forduló:
| 1894. január 27. |

| Liverpool FC              | 3-0 | Grimsby Town |
| ------------------------- | --- | ------------ |
| Thomas Bradshaw Joe McQue |     |              |

| Anfield Stadion, Liverpool (Anglia) Nézőszám: 8000 |

Felállás: 1  	 Billy McOwen
2 	 Andrew Hannah
3 	 Duncan McLean
4 	 Matt McQueen
5 	 Joe McQue
6 	 James McBride
7 	 Patrick Gordon
8 	 Malcolm McVean
9 	 David Henderson
10 	 Thomas Bradshaw
11 	 James Stott
Második forduló:
| 1894. február 10. |

| Liverpool FC                      | 3-2 | Preston North End FC |
| --------------------------------- | --- | -------------------- |
| David Henderson 4' Malcolm McVean |     | ?                    |

| Anfield Stadion, Liverpool (Anglia) Nézőszám: 18000 |

Felállás: 1  	 Billy McOwen
2 	 Andrew Hannah
3 	 Duncan McLean
4 	 Matt McQueen
5 	 Joe McQue
6 	 James McBride
7 	 Patrick Gordon
8 	 Malcolm McVean
9 	 David Henderson
10 	 Thomas Bradshaw
11 	 Hugh McQueen
Harmadik forduló
| 1894. február 24. |

| Bolton Wanderers FC | 3-0 | Liverpool FC |
| ------------------- | --- | ------------ |
| ?                   |     |              |

| Pikes Lane, Bolton (Anglia) Nézőszám: 20000 |

Felállás: 1  	 Billy McOwen
2 	 Andrew Hannah
3 	 Duncan McLean
4 	 John McCartney
5 	 Joe McQue
6 	 Matt McQueen
7 	 Patrick Gordon
8 	 Malcolm McVean
9 	 Hugh McQueen
10 	 Thomas Bradshaw
11 	 James Stott
A Liverpool FC kiesett az FA Kupából.

## Statisztikák

### Pályára lépések
Összesen 19 játékos lépett pályára a Liverpool színeiben a szezonban.
| Név             | Bajnokság | FA Kupa | Rájátszás | Összesen |
| --------------- | --------- | ------- | --------- | -------- |
| Duncan McLean   | 27        | 3       | 1         | 31       |
| Matt McQueen    | 27        | 3       | 1         | 31       |
| Joe McQue       | 26        | 3       | 1         | 30       |
| Hugh McQueen    | 27        | 2       | 1         | 30       |
| James McBride   | 25        | 2       | 1         | 28       |
| Andrew Hannah   | 24        | 3       | 1         | 28       |
| Billy McOwen    | 23        | 3       | 0         | 26       |
| Malcolm McVean  | 22        | 3       | 1         | 26       |
| Patrick Gordon  | 21        | 3       | 1         | 25       |
| David Henderson | 20        | 2       | 1         | 23       |
| John McCartney  | 17        | 1       | 1         | 19       |
| Thomas Bradshaw | 14        | 3       | 1         | 18       |
| James Stott     | 15        | 2       | 0         | 17       |
| Douglas Dick    | 11        | 0       | 0         | 11       |
| John Givens     | 5         | 0       | 0         | 5        |
| Gerald Dewhurst | 1         | 0       | 0         | 1        |
| James Henderson | 1         | 0       | 0         | 1        |
| William Hughes  | 1         | 0       | 0         | 1        |
| Arthur Worgan   | 1         | 0       | 0         | 1        |

### Gólszerzők
Összesen 15 játékos szerzett gólt a Liverpool színeiben tétmeccsen a szezonban.
| Név             | Bajnokság | FA Kupa | Rájátszás | Összesen |
| --------------- | --------- | ------- | --------- | -------- |
| James Stott     | 14        | 0       | 0         | 14       |
| David Henderson | 10        | 2       | 0         | 12       |
| Thomas Bradshaw | 8         | 2       | 1         | 11       |
| Malcolm McVean  | 9         | 1       | 0         | 10       |
| Hugh McQueen    | 9         | 0       | 0         | 9        |
| Patrick Gordon  | 6         | 0       | 1         | 7        |
| Duncan McLean   | 5         | 0       | 0         | 5        |
| Joe McQue       | 2         | 1       | 0         | 3        |
| James McBride   | 3         | 0       | 0         | 3        |
| John Givens     | 3         | 0       | 0         | 3        |
| Matt McQueen    | 2         | 0       | 0         | 2        |
| Arthur Worgan   | 2         | 0       | 0         | 2        |
| Douglas Dick    | 2         | 0       | 0         | 2        |
| Andrew Hannah   | 1         | 0       | 0         | 1        |
| John McCartney  | 1         | 0       | 0         | 1        |

## Egyéb mérkőzések
| Dátum                | Hazai                | Eredmény | Vendég               | Stadion           | Kiírás          |
| -------------------- | -------------------- | -------- | -------------------- | ----------------- | --------------- |
| 1893. szeptember 6.  | Liverpool FC         | 1-0      | Newton Heath         | Anfield Stadion   | barátságos      |
| 1893. szeptember 20. | Newton Heath         | 0-3      | Liverpool FC         | Bank Street       | barátságos      |
| 1893. október 3.     | Darwen FC            | 1-3      | Liverpool FC         | Barley Bank       | barátságos      |
| 1893. október 16.    | Preston North End FC | 3-0      | Liverpool FC         | Deepdale          | barátságos      |
| 1893. december 16.   | Nottingham Forest FC | 0-3      | Liverpool FC         | Town Ground       | barátságos      |
| 1893. december 23.   | Ardwick FC           | 2-6      | Liverpool FC         | Hyde Road         | barátságos      |
| 1893. december 25.   | Accrington Stanley   | 1-0      | Liverpool FC         | Crown Ground      | barátságos      |
| 1893. december 26.   | Liverpool FC         | 2-0      | Corinthians FC       | Anfield Stadion   | barátságos      |
| 1894. január 8.      | Liverpool FC         | 2-0      | Burnley FC           | Anfield Stadion   | emlékmérkőzés   |
| 1894. március 1.     | Liverpool FC         | 3-0      | Newton Heath         | Anfield Stadion   | barátságos      |
| 1894. március 10.    | Liverpool FC         | 2-0      | Preston North End FC | Anfield Stadion   | Palatine League |
| 1894. március 12.    | Burnley FC           | 4-2      | Liverpool FC         | Turf Moor         | Palatine League |
| 1894. március 23.    | Liverpool FC         | 1-1      | Darwen FC            | Anfield Stadion   | Palatine League |
| 1894. március 26.    | Accrington Stanley   | 0-8      | Liverpool FC         | Thorneyholme Road | emlékmérkőzés   |
| 1894. április 4.     | Liverpool FC         | 4-2      | Darwen FC            | Anfield Stadion   | barátságos      |
| 1894. április 11.    | Liverpool FC         | 0-2      | Burnley FC           | Anfield Stadion   | Palatine League |
| 1894. április 12.    | Blackburn Rovers FC  | 5-0      | Liverpool FC         | Ewood Park        | Palatine League |
| 1894. április 16.    | Preston North End FC | 3-0      | Liverpool FC         | Deepdale          | Palatine League |
| 1894. április 21.    | Darwen FC            | 8-1      | Liverpool FC         | Barley Bank       | Palatine League |
| 1894. április 23.    | The Wednesday        | 4-0      | Liverpool FC         | Olive Grove       | emlékmérkőzés   |
| 1894. április 24.    | Liverpool FC         | 1-3      | Blackburn Rovers FC  | Anfield Stadion   | Palatine League |